# BOOM-gruppen
BOOM-gruppen var en grupp som forskade om bostäder vid sektionen för Arkitektur på Arkitekturskolan, Stockholm. Gruppen startades av Ingela Blomberg 1973 och Eva Eisenhauer och 1976 anslöt Sonja Vidén och så småningom kom forskargruppen att omfatta ett tiotal arkitekter. BOOM-gruppen undersökte varsamhet som begrepp och verklighet beträffande alla typer av ombyggnation. Orden "Varsam ombyggnad" kom att bli en betydelsefull term i Sverige som kom i tryck första gången 1976 i en projektrapport med samma namn av Ingela Blomberg och Eva Eisenhauer. Gruppens arbete berikades av samarbete med kollegor som Solveig Schulz och Birgitta Holmdahl, Chalmers Tekniska Högskola, Göteborg.
Gruppen upphörde 2007.